# Zirka, Poliske
Zirka (în ucraineană Зірка) este un sat în comuna Luhovîkî din raionul Poliske, regiunea Kiev, Ucraina.

## Demografie
Componența lingvistică a localității Zirka
     Ucraineană (98,99%)
     Rusă (1,01%)
Conform recensământului din 2001, majoritatea populației localității Zirka era vorbitoare de ucraineană (98,99%), existând în minoritate și vorbitori de rusă (1,01%).